# عشبة الثعبان
عشبة الثعبان أو الأعشاب المتبارية (الاسم العلمي: Gutierrezia)، جنس نباتات مُزهرة من فصيلة النجمية، مواطنها في غرب أمريكا الشمالية وغرب أمريكا الجنوبية. وتسمى بعض أنواعه بخشب الدهن. هي نباتات حولية أو معمرة أو شجيرات قزمة ذات أزهار صفراء أو بيضاء.
تحتوي هذه النباتات على مركبات كيميائية يمكن أن تكون سامة للماشية وبعضها يعتبر أعشاب ضارة.
الأنواع
- Gutierrezia alamanii - ولاية شيواوا
- Gutierrezia argyrocarpa - ولاية هيدالغو
- Gutierrezia arizonica – عشبة الثعبان الأريزونية - أريزونا، ولاية سونورا
- Gutierrezia baccharoides - تشيلي، الأرجنتين
- Gutierrezia californica – عشبة الثعبان الكاليفورنية - كاليفورنيا، ولاية باها كاليفورنيا، أريزونا (مقاطعة يافاباي (أريزونا))
- Gutierrezia conoidea - ولاية شيواوا، ولاية دورانغو، ولاية خاليسكو، ولاية زاكاتيكاس
- Gutierrezia dracunculoides - الولايات المتحدة (من أريزونا إلى نبراسكا + تينيسي)
- Gutierrezia dunalii - ولاية موريلوس، ولاية مكسيكو
- Gutierrezia elegans - عشبة الثعبان لون ميسا
- Gutierrezia espinosae - تشيلي
- Gutierrezia gayana - تشيلي
- Gutierrezia gilliesii - الأرجنتين
- Gutierrezia grandis - ولاية نويفو ليون، كواويلا
- Gutierrezia isernii - الأرجنتين
- Gutierrezia mandonii - الأرجنتين، بوليفيا
- Gutierrezia microcephala – عشبة الثعبان خيطية الورق - جنوب غرب الولايات المتحدة، شمال المكسيك
- Gutierrezia neaeana - تشيلي
- Gutierrezia paniculata - تشيلي
- Gutierrezia petradoria – عشبة الثعبان سان بيدرو - يوتا
- Gutierrezia pomariensis - يوتا
- Gutierrezia pulviniformis - الأرجنتين
- Gutierrezia ramulosa - ولاية باها كاليفورنيا
- Gutierrezia repens - الأرجنتين
- Gutierrezia resinosa - تشيلي
- Gutierrezia sarothrae – عشبة الثعبان الرتمية - وسط كندا، غرب + وسط الولايات المتحدة، شمال المكسيك
- Gutierrezia sericocarpa - ولاية سان لويس بوتوسي، ولاية دورانغو، ولاية زاكاتيكاس، ولاية غواناخواتو، ولاية كيريتارو، ولاية ناياريت
- Gutierrezia serotina – عشبة الثعبان المتأخرة - أريزونا
- Gutierrezia solbrigii - الأرجنتين
- Gutierrezia spathulata - الأرجنتين
- Gutierrezia sphaerocephala – عشبة الثعبان كروية الورق- الولايات المتحدة(أريزونا، نيومكسيكو، تكساس), شمال المكسيك
- Gutierrezia taltalensis - تشيلي
- Gutierrezia texana – عشبة الثعبان التكساسية - الولايات المتحدة (نيومكسيكو، تكساس أوكلاهوما لويزيانا أركنساس), ولاية نويفو ليون
- Gutierrezia wrightii – عشبة الثعبان رايت - الولايات المتحدة (أريزونا، نيومكسيكو), ولاية شيواوا، ولاية دورانغو، ولاية سونورا

## روابط خارجية
- Jepson Manual Treatment